# 深圳创新创意设计学院
深圳创新创意设计学院 （筹）（英語：Shenzhen Institute of Design and Innovation）位於中國廣東省深圳市，是深圳“新十大文化设施”之一，定位为建设国际化、高水平、创新性、实践型的世界一流设计学院，聚集世界级设计大师，搭建国际交流合作平台，培养创新型设计人才。
深圳创新创意设计学院由南方科技大学负责筹建，即南方科技大学创新创意设计学院。

## 历史沿革
2018年，中共深圳市委和深圳市人民政府开始筹建深圳创新创意设计学院，南方科技大学着手筹备工作；12月，深圳创新创意设计学院被列入深圳“新十大文化设施”之一。
2019年，3月，深圳创新创意设计学院初步明确选址在宝安教育城；8月，中共中央发表《中共中央国务院关于支持深圳建设中国特色社会主义先行示范区的意见》，提出“支持深圳建设创新创意设计学院”；10月，深圳创新创意设计学院筹建办公室经深圳市人民政府办公厅批复设立；12月，南方科技大学第二届理事会原则通过《南方科技大学关于设置创新创意设计学院的请示》 。
2020年，4月，南方科技大学创新创意设计学院正式成立，原墨尔本大学副校长（校园与国际发展）关道文出任创院院长；6月，深圳创新创意设计学院项目取得深圳市发展和改革委员会立项批复。
2021年，9月，依托南方科技大学工业设计专业招收首届17名本科生。
2022年，9月，依托南方科技大学智能制造与机器人（学术型硕士）、材料与化工（专业型硕士）专业招收首届62名研究生。
2023年，2月，深圳创新创意设计学院选址调整至宝安区宝达石场片区。

## 学术
深圳创新创意设计学院立足深圳及粤港澳大湾区设计产业发展需求，顺应全球创新创意设计发展趋势，建立本硕博一体化的人才培养体系。
目前，深圳创新创意设计学院依托南方科技大学工业设计本科专业进行招生，包含实体设计和体验设计两个方向，并将逐步增加交互设计、环境设计和可穿戴设计三个方向，硕士研究生教育将在前述5个方向基础上开设设计战略与管理专业。

## 校园规划

### 筹建规划
目前，深圳创新创意设计学院作为南方科技大学的二级学院管理，即南方科技大学创新创意设计学院，2024年全日制在校生将达到800人。待时机成熟后，深圳市人民政府将向教育部申请去筹，正式成立深圳创新创意设计学院。成为独立设置院校后，深圳创新创意设计学院全日制在校生将逐步达到5000人。

### 校舍规划
深圳创新创意设计学院永久校舍最初选址在深圳市宝安区航城街道宝安教育城，并由“Dominique Perrault Architecte+筑博设计股份有限公司”联合体赢得方案设计国际竞赛一等奖。
后因项目建设需要，深圳创新创意设计学院永久校舍调整选址至宝安区石岩街道宝达石场片区，位于宝石路西侧，毗邻西丽湖国际科教城。深圳市建筑工务署目前正重新进行方案及建筑专业初步设计招标。根据招标公告，深圳创新创意设计学院宝达石场校址总用地面积14.8万平方米，建筑面积30万平方米，并建设教学楼、图书馆、办公楼、会堂、学生宿舍、教师宿舍、食堂、设计展览馆等建筑。

永久校区落成前，南方科技大学创新创意设计学院在南山智园开展教学活动。